# Nicole McKee

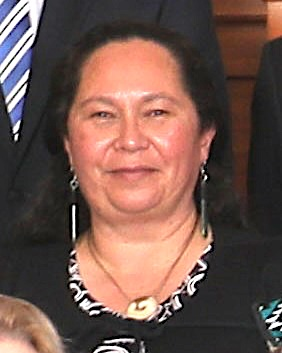
Nicole McKee (2023)

Nicole Raima McKee (* 1971/1972 in Wellington) ist eine neuseeländische Politikerin der Partei ACT New Zealand. McKee ist Māori und zählt sich zum Iwi der Ngāpuhi.

## Leben
McKee wurde 1971 oder 1972 in Wellington geboren und besuchte in Rotorua die Schule.

## Familie
Ihr erster Partner starb bei einem Verkehrsunfall, als sie 24 Jahre alt war und ein Kind von ihm bekam. Später heiratete sie wieder und bekam noch weitere drei Kinder. Ihrer Vorliebe für das Netballspielen (ähnlich wie Basketball, aber hauptsächlich für Frauen) konnte sie wegen der Kinder nicht mehr nachgehen, daher empfahl ihr Mann ihr das Schießen, das sie zur Meisterschaft ausbaute.

## Berufliche Karriere
McKee arbeitete in Wellington als Rechtsanwaltsgehilfin in Anwaltskanzleien, für rund fünf Jahre für das Unternehmen Steve’s Wholesale Ltd, einen führenden Großhändler für Schusswaffenkomponenten in Neuseeland, und für zweieinhalb Jahre im Mountain Safety Council als National Firearms and Hunter Safety Programme Manager.

## Politische Karriere
McKee kandidierte erstmals für die Partei ACT New Zealand im Jahr 2020 im Wahlkreis Rongotai, konnte dort aber nur einen Stimmenanteil von 2,13 % für sich verbuchen. Über die Liste ihrer Partei abgesichert konnte sie dennoch einen Sitz im Neuseeländischen Parlament bekommen. Auch im Wahljahr 2023 lag sie mit 2,77 % der Wählerstimmen aussichtslos auf dem vierten Platz im Wahlkreis Rongotai. Die Partei sicherte sie aber mit Platz drei ihrer Wahlliste ab und mit elf Sitzen für die Partei war ihr auch dieses Mal der Einzug ins Parlament sicher.
Im Jahr 2023 verlor Labour ihre Regierungsmehrheit und mit dem guten Abschneiden der National Party konnte Christopher Luxon mit seiner Partei über eine Drei-Parteien-Koalition eine Regierung bilden, deren Teil ACT New Zealand wurde.

### Ministerämter in der Regierung Luxon
Mit der Regierungsbildung vom 27. November 2023 übernahm McKee folgendes Ministeramt:
| Minister                                  | vom               | bis     |
| ----------------------------------------- | ----------------- | ------- |
| Minister for Courts                       | 27. November 2023 | aktuell |
| Associate Minister for Justice (Firearms) | 27. November 2023 | aktuell |

Quelle: Department of the Prime Minister and Cabinet

## Waffenlobbyistin
McKee gilt als Waffenlobbyistin des Landes und sie scheute sich auch nicht Stunden nach der Veröffentlichung des Berichts der königlichen Untersuchungskommission über den Terroranschlag auf zwei Moscheen in Christchurch vom 15. März 2019 die damalige Labour-Regierung unter Jacinda Ardern für ihre Waffenkontrollgesetze scharf zu kritisieren. In ihrer Antrittsrede am 8. Dezember 2020 im Parlament kritisierte sie, dass legale Besitzer von Waffen nun zu Geächteten würden.
Auf der anderen Seite kritisierte sie im Februar 2021 die damalige Labour-Regierung heftig dafür, dass Mitglieder von Gangs in Neuseeland legal Waffen besitzen können und dass die Anzahl von Mitgliedern der organisierten Kriminalität in Neuseeland zwischen Oktober 2017 und Februar 2021 auf 2264 gewachsen ist, während die Polizei nur über 239 Personen verfügte, die die Kriminalität in diesem Bereich bekämpfen können.
McKee besitzt zahlreiche Qualifikationen im Schusswaffenbereich, ist Mitglied in zahlreichen entsprechenden Organisationen und besitzt die Berechtigung, als Ausbilder für Schusswaffen tätig zu werden, so auch für die New Zealand Police.
In der Öffentlichkeit bekam McKee einerseits den Spitznamen Gun Lady für ihr Engagement für die Waffenfreunde im Land und andererseits sah man sie im Parlament stricken, womit ihr Zuspruch von anderen Leuten im Land sicher war.